# География Авесты
Авеста — священная книга зороастризма и древнейший памятник иранской литературы — содержит несколько списков географических объектов, которые позволяют локализовать создание памятника, привязав его к древним, средневековым и современным топонимам. В целом география Авесты ограничивается югом Средней Азии, востоком Иранского плато и индо-иранским пограничьем. Далеко не все авестийские топонимы могут быть уверенно отождествлены с современными местностями, и многие из них до сих пор оказываются предметом дискуссий. Для иранской топонимики характерно использование одних и тех же топонимов в разных областях и перенесение их с исходных мест на новые области расселения. Тем не менее большинство учёных начиная с XX в. уверенно отождествляют родину Авесты с восточной частью Большого Ирана.

## Географическая поэма
«Географической поэмой» Авесты западные учёные называют первый фрагард (главу) Видэвдада (V.1), содержащий список из шестнадцати «местностей и областей» (авест. asah- и авест. šōiθra-), называемых «наилучшими» (авест. vahišta-), которые создал Ахура Мазда. На каждую из шестнадцати стран Ангра-Майнью наслал разные бедствия и нечестия (авест. paityāra-). Список показывает круг стран, известных и значимых для создателей Видэвдада. Помещение его в начало авестийской книги, посвящённой очищению и искуплению грехов, предполагает использование его в ритуалах очищения и изгнания скверны. Г. Ньоли находит в этом соответствие индийским спискам стран — махаджанапад в буддийской, джайнистской и санскритской эпической литературе, где также насчитывается шестнадцать стран (Ṣoḍaśa mahājanapada, с VI в. до н. э.). М. Витцель, выстраивая структуру списка на современной карте, отмечает, что список перечисляет страны против часовой стрелки, что соответствует движениям в индоиранских ритуалах очищения или изгнания болезней.
Ньоли предполагает, что список Видэвдада отражает распространение почитания Ахура Мазды в IX—VII вв. до н. э.. Ранее выдвигались более спекулятивные интерпретации списка шестнадцати стран: этапы проповеднической миссии Заратуштры, последовательность миграций древних ариев, провинции Парфянского царства и др.
Уже во времена Сасанидов отождествление многих стран из списка стало затруднено, пехлевийский перевод главы отождествляет некоторых из них с западными областями Ирана, в том числе на протяжении всей истории заселённые неиранцами, которые заведомо не могли быть в изначальном авестийском списке. Напротив, Г. Ньоли помещает все шестнадцать стран к востоку от Хорасана в «бустрофедоническом» порядке, что приводит к некоторым натяжкам в интерпретации традиционно более западных областей. М. Витцель выстраивает другую схему, соотнося шестнадцать стран с симметричной системой авестийских семи кешваров. Тем не менее и эта идеальная реконструкция не лишена натяжек.
Советский востоковед И. С. Брагинский обращает внимание на то, что «Авеста» не содержит никаких элементов, характеризующих религиозные особенности западных иранцев. Развивая данную мысль, С. Г. Кляшторный пришёл к выводу, что исторические события, описываемые в «Авесте», происходили близ Каспийского и Аральского морей, а также в долинах pек Амударья, Сырдарья и Волга.

### 16 лучших стран
1. Аирьяна Ваэджо (реки) Благой Законной (авест. Airiianəm vaējah vaŋhuiiå dāitiiaiiå). В качестве бедствий страны названы «рыжий змей» (Aži Raoiδita, dahaka- raoδita-) и десятимесячная зима. Довольно часто упоминается также в других пассажах Авесты как легендарная родина Заратуштры и зороастризма и как центр мира. В западных интерпретациях часто рассматривалась и рассматривается до сих пор как «легендарная прародина ариев»[10]. Между тем сами авестийские тексты прямо не дают указаний на это, и Ньоли и Витцель отвергают эту гипотезу, помещая страну Аирьяна Ваэджо в афганский сардсир («холодную зону»): центральное нагорье Гиндукуша в верховьях рек Гильменд, Герируд, или Памира, который находится в Бадахшане[1][5]
2. Гава, населённая согдийцами (авест. Gāum yim suγδō.šaiianəm, «Оседлое поселение, обиталище согдийцев») — Согдиана (Зеравшанская долина). Бедствия: саранча (sakaitī и daya-[11], Видэвдад, 1:4). Некоторые источники рассматривают «Гава» в значении «обильная коровами» и ниспосланные бедствия, как вредоносные для них — [многопагубные для коровы[11]] колючки[12]/гнус.
3. Моуру могучая, праведная (авест. Mourum sūrəm ašauuanəm, «Луг») — Маргиана (низовья Мургаба, Марыйский оазис в Туркменистане). Бедствия: убийства и опустошение (marəδā и viθu- šā-[11]).
4. Бахди прекрасная с поднятыми знамёнами (авест. Bāxδīm srīrąm ərəδβō.drafšąm, «(Страна) счастья») — Бактрия (Балх, ныне Афганистан и Балх, Таджикистан). Бедствия: насекомые и норы (barvara (слово иногда аттрибутируют с дикими племенами) и usaδ-).
5. Нисая, что между Моуру и Бахди (авест. Nisāim yim aṇtarə Mourum-ca Bāxδīm-ca). Бедствия: злое противомыслие (aghem vîmanâhîm, то есть ересь). Весьма популярный иранский топоним, предположительно означающий «сверкающая» и нашедший отражение в разных областях иранского мира[13], в частности, в названии парфянской Нисы (ныне Туркменистан). Нисая, что между Маргианой и Бактрией, очевидно, должна соответствовать афганскому Фарьябу (Меймене)[1].
6. Харою с оставленными селениями[14] (авест. Harōiiūm yim viš.harəzanəm, «Истечение вод») — долина Герируда, Гератский оазис (Афганистан), соответствует ведийской реке Сараю. Бедствия: плач и стенания (driwikâ, по умершим, грех согласно учению зороастризма)
7. Ваэкерета, населённая «ежами» (авест. Vaēkərətəm yim dužakō.šaiianəm, «Построенная Ваю»). Бедствия: паирика Хнатаити, соблазнившая Кересаспу (отождествляемого с Самом). Пехлевийским переводом традиционно отождествляется с Кабулом (пехл. Kāpul), с индийской Гандхарой, хотя Витцель в угоду своей схеме должен переносить её куда-то между Гератом и Горганом.
8. Урва многопастбищная (авест. Uruuąm pouru.vastrąm, «Текущая»). Бедствия: злое правление. Согласно пехлевийским источникам, плодородные низовья Евфрата, Месена (пехл. Mēšan), что неправдоподобно. По Ньоли — Газни в Афганистане. По Витцелю отождествляется с Урвой Систана (см. ниже).
9. Хнента, населённая верканами (авест. Xnəṇtēm yim Vəhrkānō.šaiianəm) — др.-перс. Varkāna-, Гиркания на юго-востоке Каспийского моря (современный Горган/Голестан). По спекулятивной схеме Ньоли — «между Ишкашимом и Багланом» в Северном Гиндукуше. Бедствия: мужеложство (naro.vaepiia-).
10. Харахваити прекрасная (авест. Haraxvaitīm srīrąm, «Полная потоков вод») — Арахозия, долина реки Аргандаб, притока Гильменда. Соответствует ведийской Сарасвати. Бедствия: зарывание трупов в землю (nasuspaiia-, грех согласно учению зороастризма).
11. Хаэтумант блистательный, полный сиятельной славы (авест. Haētumaṇtəm raēvaṇtəm xvarənaŋuhaṇtəm, «Река с природными плотинами») — долина реки Гильменд. Бедствия: колдовство.
12. Рага трёхплеменная (авест. Raγąm θrizaṇtūm). Традиционно отождествляется с Рагой на востоке Мидии, позднейшим Реем. Ньоли в соответствие со своей схемой помещает её в истоки Гильменда: «между Замин-Давар и Калат-и Гилзай». Бедствия: крайне злое противомыслие (uparâ-vîmanôhîm).
13. Чахра могучая, праведная (авест. Caxrəm sūrəm ašauuanəm, «Колесо»). Бедствия: сжигание трупов (nasuspaciia, грех). Ньоли отождествляет страну с областью Чарх в провинции Газни. Витцель в соответствие со своей схемой возвращается к хорасанскому Чарху, с которым её отождествлял Хумбах[15].
14. Варна четырёхугольная, где родился Траэтаона (авест. Varənəm caθru.gaošəm). Бедствия: неурочные месячные и неарийские правители. Согласно пехлевийской традиции Дейлем в горном Гиляне, родине Заххака, которого убил Фаридун, что вызывает сомнения у большинства учёных. По Ньоли Варна — это современный Бунер между Индом и Сватом. По Витцелю — Варну у Панини (авест. Varṇu), современная Банну на реке Куррам к югу от Кабула.
15. Хапта Хенду (авест. Yōi Hapta Həṇdu) — «Семь рек», ведийская Sapta Sindhava — Пенджаб, хотя Хумбах не очень удачно пытался отождествить Хапта Хенду с верхними притоками Амударьи[15]. Бедствия: неурочные месячные и неурочная же жара.
16. (Страна) в истоках (реки) Рангха (авест. Upa Aodaēšu Raŋhaiiå). Бедствия: зима и правители-«таожьи» (taožya-). Рангха описывается в Авесте как великая мировая река, она тождественна ведийской Расе (букв. «влага») и в данном случае её истоки соответствуют высокогорным истокам Инда (Верхний Инд, Кохистан, Хунза, Вахан, Читрал, где находится гора Меру, Тиричмир), населённые реликтовым доарийским населением, остатком которого являются современные буриши[5].

## Аирьяшаяна
В Мехр-яште (Yt. 10.14) содержится другой список — стран Аирьяшаяны (авест. airiiō.šaiiana-) — «обиталища ариев». Он содержит шесть стран, распределённых по трём парам:
- Ишката и Поурута (авест. Iškatəm «вершина», авест. Pourutəm-ca «гора», ср. санскр. पार्वती pārvatī-) — район хребта Кохи-Баба в центральном Гиндукуше и область Гор в верховьях Герируда.
- Моуру и Харою (авест. Mourum Hārōiiūm) — Мерв и Герат.
- Гава-Сугда и Хваиризем (авест. Gaom-ca Suγδəm, Xvāirizəm) — Согдиана и Хорезм.

## Реки
Фравардин-яшт (Yt 19. 67) содержит список рек, втекающих в озеро Кансаоя (авест. Kąsaoy- — оз. Хамун в Систане) к горе Ушиде. Хамун (Кансаоя, Каянсе) связано с зороастрийской эсхатологией: в водах озера, веками хранящего семя Заратуштры, искупается девушка по имени Виспатаурви («всепобеждающая») и станет матерью Саошьянта — грядущего спасителя мира. Гора Ушида — это Кух-е Ходжа, «гора ходжи» — это одинокая базальтовая скала, возвышающаяся над низменностью Хамун на 150 м, единственная возвышенность на десятки километров вокруг, часто превращаемая водами озера в остров. В зороастрийской традиции эта гора также связана с Заратуштрой, считается, что на ней пророк получал откровение от Ахура Мазды.
Реки перечисляются в порядке против часовой стрелки:
1. Хвастра (авест. xvāstrā, «добропастбищная») — Хашруд (xaš-rūd) с городом Диларам по дороге из Кандагара в Герат.
2. Хваспа (авест. huuaspā, «доброконная») — Хуспас (rūd-i Xuspās)
3. Фрадата (авест. fradaθā, «процветающая») — Фарах-руд (farāh-rūd) с городом Фарах.
4. Хваренангухаити (xvarənaŋuhaiti, «полная сияющей славы») — Харрутруд (harrūt-rūd), северный приток Хамуна.
5. Уштаваити (авест. uštauuaitī, «полная блаженства») — Хушк-руд (хušk-rūd) между Харрутом и Фарахом.
6. Урва (авест. uruuā, uruua-δca, «текучая») — вероятно, к западу от Харрута — р. Табас[16].
7. Эрези (авест. ərezī) — Зибр-руд, приток верхнего Руд-и Бандан, к западу от Кух-е Ходжа[16]
8. Заренумаити (авест. zarənumatī, «золотоносная») — река Аргандаб (arγandāb), она же Харахваити (ruxxad)[16] или же русло Шила, ведущее из Хамуна во впадину Гауди-Зира[5].
9. Хаэтумант (авест. haẽtumant) — р. Гильменд.

- Даити - (Видэвдад, 19:2)
- Дреджья - (Видэвдад, 19:4)

## Горы
Первые восемь стихов Зам-яшта (Yt. 19) посвящены выросшим из земли горам. Во главе их стоит Хара Березайти с высочайшими вершинами мира, архетипическая Мировая гора, из-за которой утром поднимается солнечная колесница Митры. Очевидно, изначально это были восточные горы (Памир, Гиндукуш), окружающие иранскую ойкумену. В дальнейшем название с успехом переносилось на другие значительные хребты и вершины (см. Эльбурс, Эльбрус)
Некоторые другие горы поддаются конкретной привязке:
- Упаири-Саэна страны Ишката (авест. upairi.saēnā-, «над (жилищем) птицы Саэны»), покрытая снегами — центральная часть Гиндукуша: Кохи-Баба (kōh-e bābā «Дедовская гора»).
- Эрезифья (авест. ərəzifiia-, «орлиная») — хребет Паропамиз, он же Сафед-кох (safēd-kōh), отделяющий бассейны Герируда и Мургаба.
- Ваити-гаэса (авест. wāiti.gaēsa-, «ветроволосая») — хребет Банди-Туркестан, отделяющий бассейн Мургаба от Фарьяба. Область Бадгис в Афганистане и Бадхыз в Туркменистане.
- Ушидарена (Ясна, 59:14, 66:18)
- Хукарья (Ясна, 65:3) — с этой вершины берет своё начало река, которая впадает в море Воуру-каша
- Арезур (Видэвдад 19:44) - гора дэвов.

## Моря и озёра
- Море Воурукаша (Ясна, 42:4, 65:3) — Аральское море[17]( по другой гипотезе Каспийское).  В это море впадает река, берущая своё начало с вершины Хукарья.
- Море Пуитика (Видэвдад, 5:18-19)
- Озеро Чаэчаста (Яшты)
- Озеро Пишино (Яшты)

## Народы
Во Фравардин-яште (Yt. 13.143-44) высказывается почтение к фраваши праведников, живущих в странах пяти народов:
1. airiianąm — «ариев», то есть иранцев-создателей Авесты.
2. tūiriianąm — туранцев, отождествляемых с северо-восточными ираноязычными кочевниками (саками). Противостояние Ирана и Турана, столь драматично описываемое в Шахнаме, происходит именно из этого и подобных пассажей Авесты через посредство среднеперсидской эпической традиции.
3. sairimanąm — саирим, возможно, имеются в виду сарматы. В среднеперсидской традиции эти три народа описываются как потомки трёх братьев, сыновей Феридуна: Салма, Тура и Ираджа. При этом если Тур — властитель востока, то Салм прочно увязывается с западом: его потомки — румийцы (римляне).
4. sāininąm — саини, в среднеперсидских источниках отождествляются с Согдианой.
5. dāhīnąm — дахов, прикаспийских кочевников.